# Jeremiah D. M. Ford
Jeremiah Denis Mathias Ford (Cambridge, Massachusetts, 1873 - 1958), fue un hispanista estadounidense.
Se doctoró en Harvard en 1897, y allí mismo fue profesor de francés y español. Entre 1910 y 1911 presidió la Modern Language Association y entre 1931 y 1933 la American Academy of Arts and Sciences. 
Editó Curioso Accidente (1899) de Carlo Goldoni ; El sí de las niñas (1899) de Leandro Fernández de Moratín; El capitán veneno de  Pedro Antonio de Alarcón (1900); A Spanish Anthology (1901); The Romance of Chivalry in Italian Verse (1904; segunda edición, 1906), Old Spanish Readings (1906; nueva edición ampliada, 1911) y Selections from Don Quijote (1908).  También publicó The Old Spanish Sibilants (1900), Exercises in Spanish Composition (1901) y Spanish Grammar (1904)  
- Datos: Q1687534
- Multimedia: Jeremiah Denis Matthias Ford / Q1687534